# エリザベス・ボンソール
エリザベス・ボンソール（Elizabeth Fearne Bonsall、1861年9月12日 - 1956年9月25日)はアメリカ合衆国の画家、挿絵画家である。犬や猫の本や、1927年に出版された版の「ハーメルンの笛吹き男」などの本の挿絵を描いた。

## 略歴
ペンシルベニア州のデラウェア郡に生まれた。父親は元海軍軍人で1853年から行われたエリシャ・ケント・ケーンの北極探検航海に参加した人物で南北戦争中は北軍に従軍し、後に児童養護施設の園長をした。
ペンシルベニア美術アカデミーで、ハワード・パイルとトマス・エイキンズに学んだ。美術アカデミーが、アカデミーの展覧会に出展した優れた女性画家に与えるメアリー・スミス賞を1888年と1897年の2回、受賞している。パリにも留学し、アカデミー・コラロッシでラファエル・コランやクルトワに学んだ。1894年に奨学金を得てドレクセル大学（Drexel Institute ）でも学んだ。ペンシルベニア美術アカデミーで教え、教えた画家にはエリザベス・ウェントワース・ロバーツがいる。
動物画を得意とした。挿絵を描いた書籍には "The Book of Cats" (1903)、"The Book of Dogs" "The Pied Piper of Hamelin" (1927)などがある。

## 挿絵

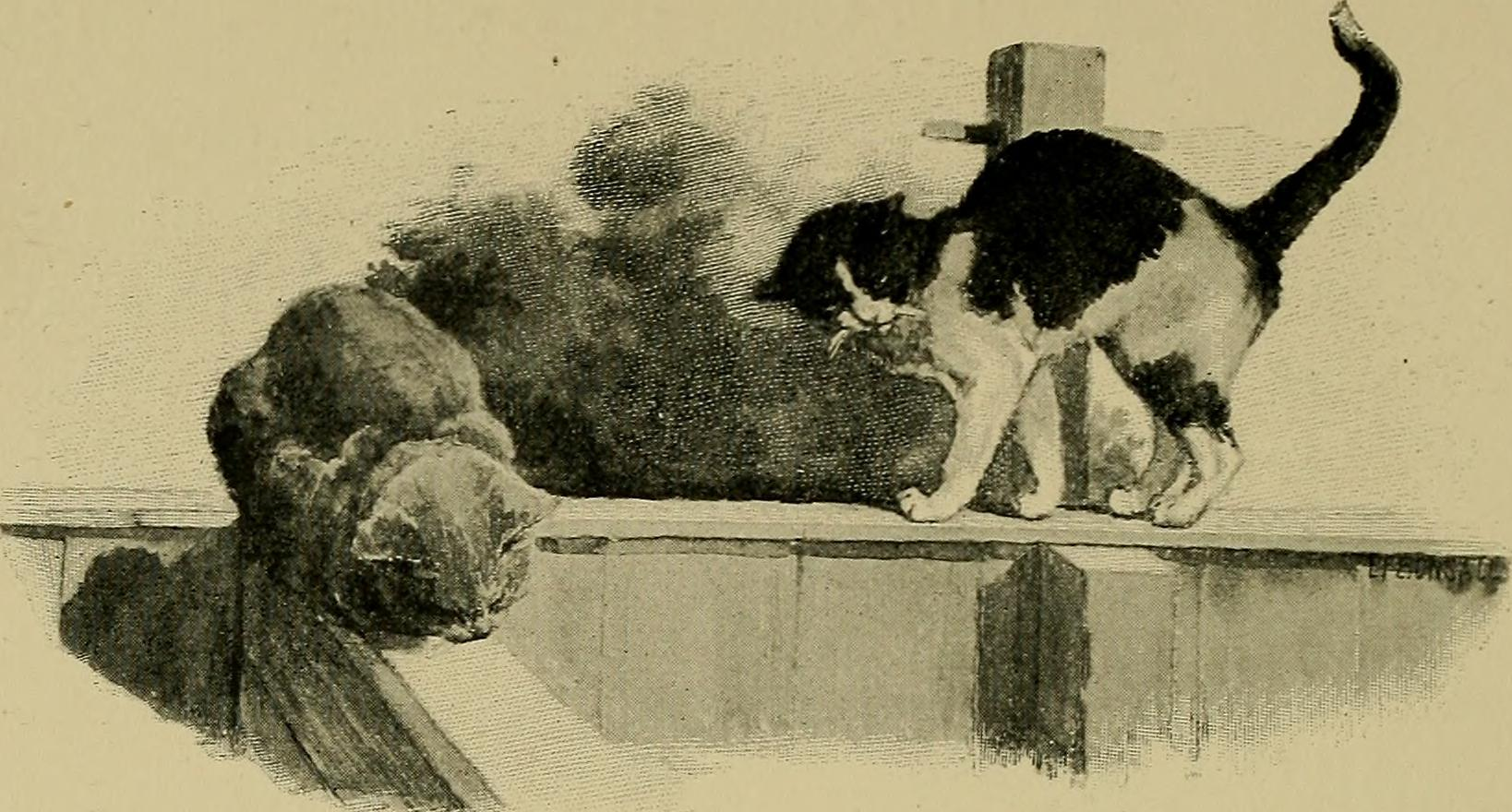
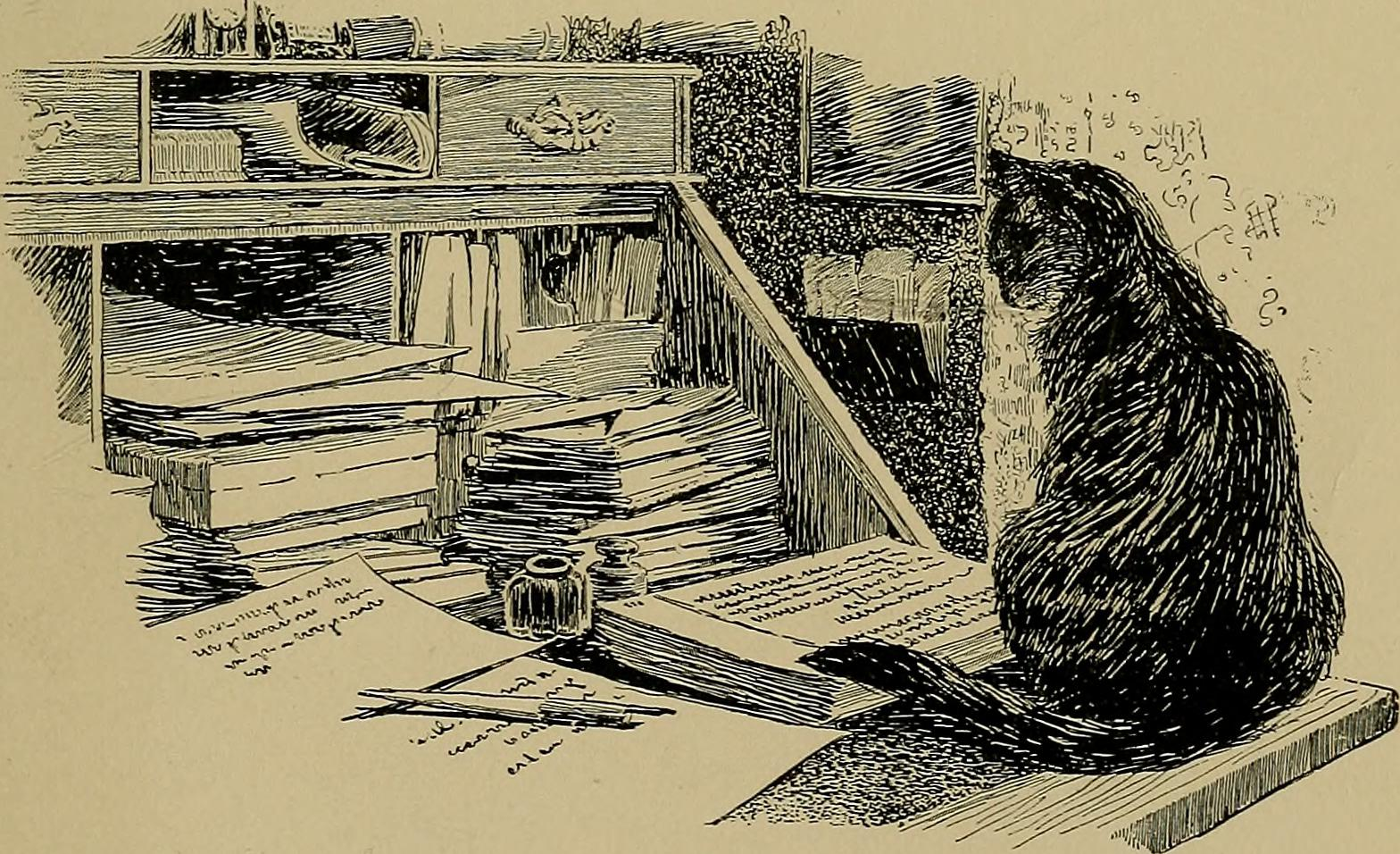
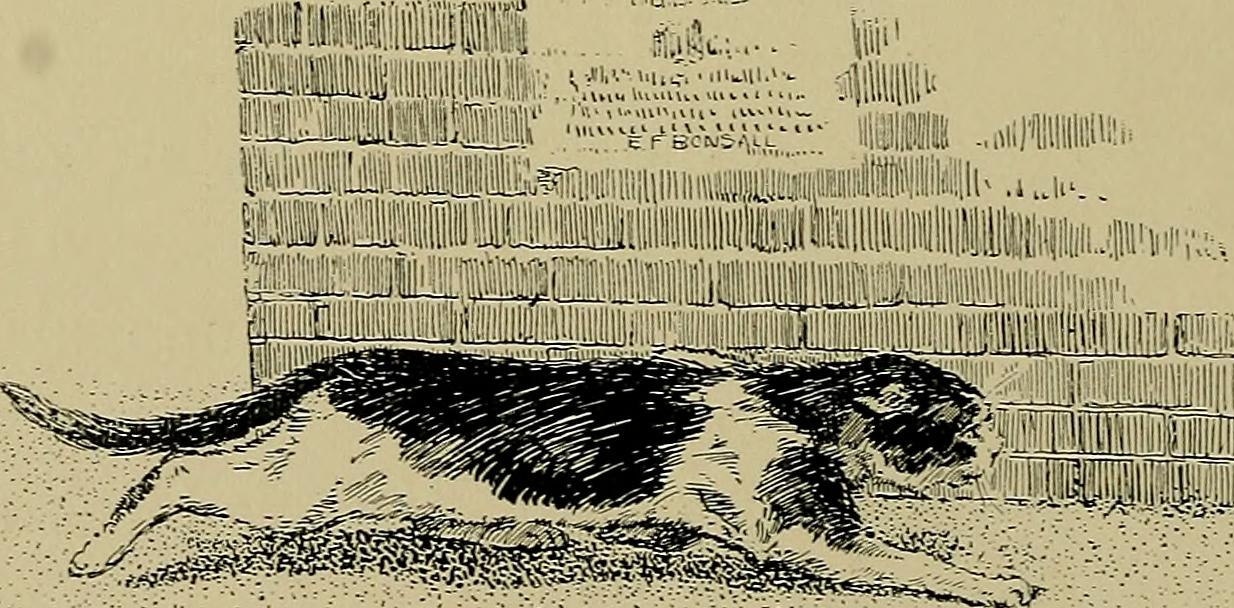

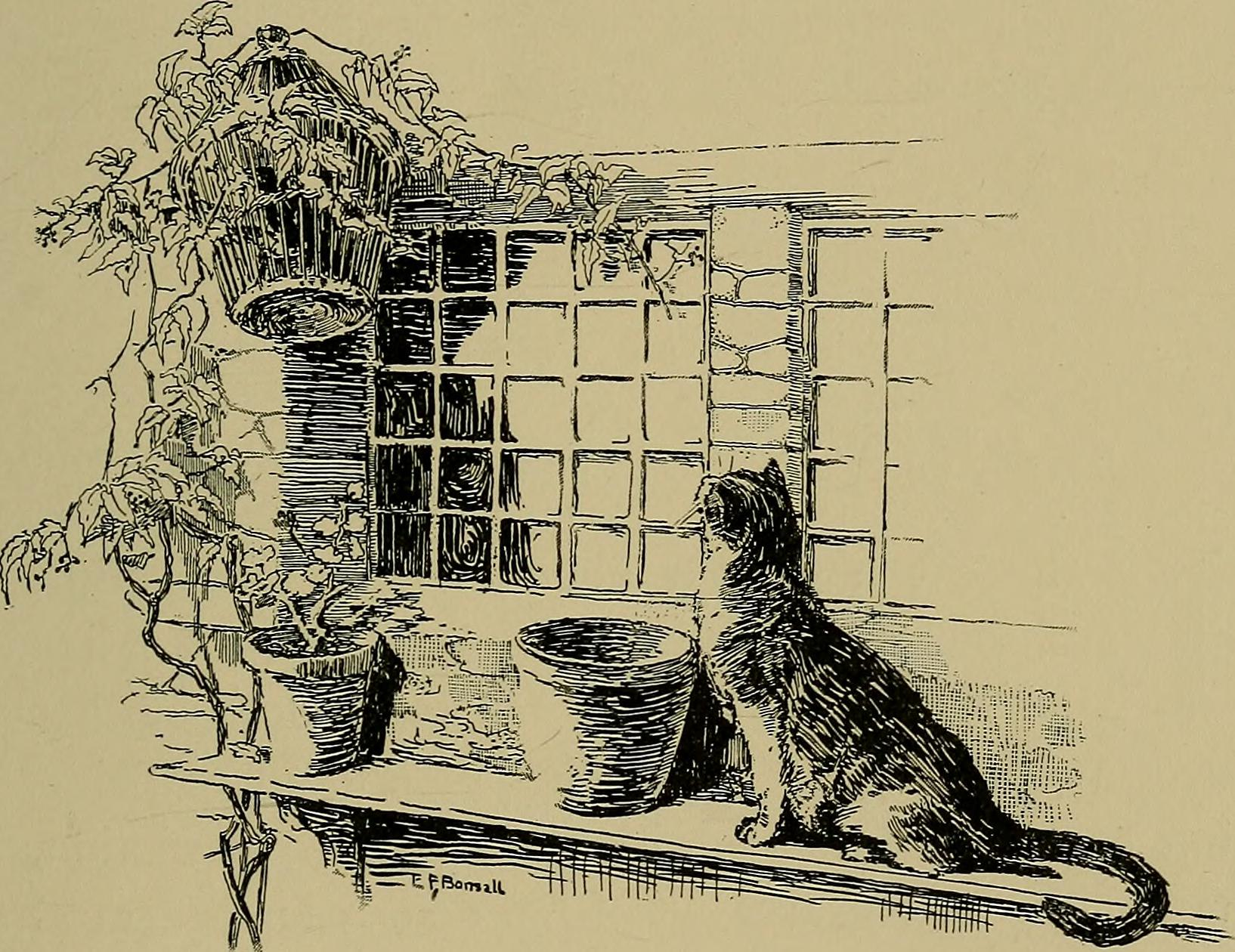
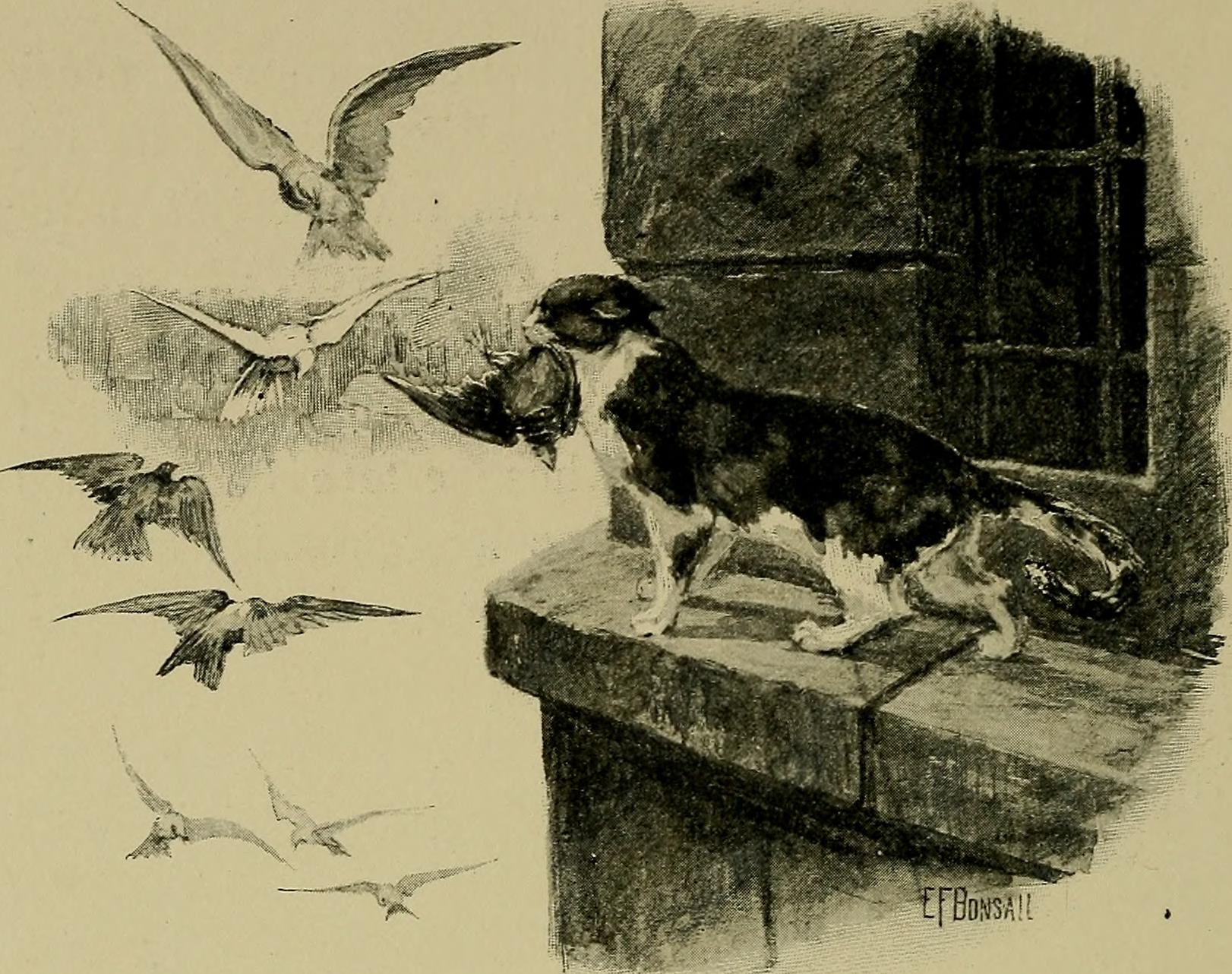
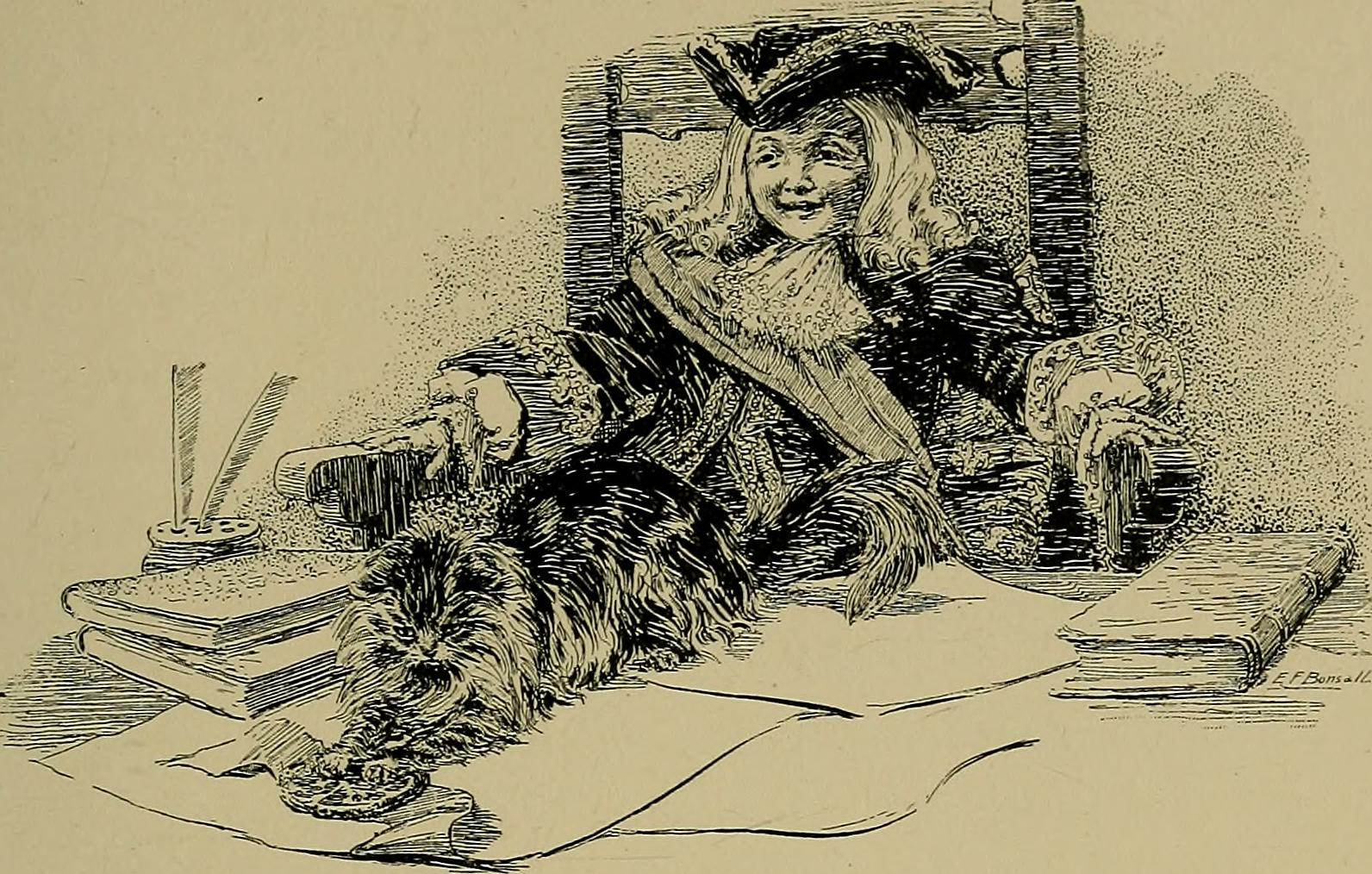

"The fireside sphinx" (著者) Agnes Repplier (挿絵） E. Bonsall (1901)の挿絵

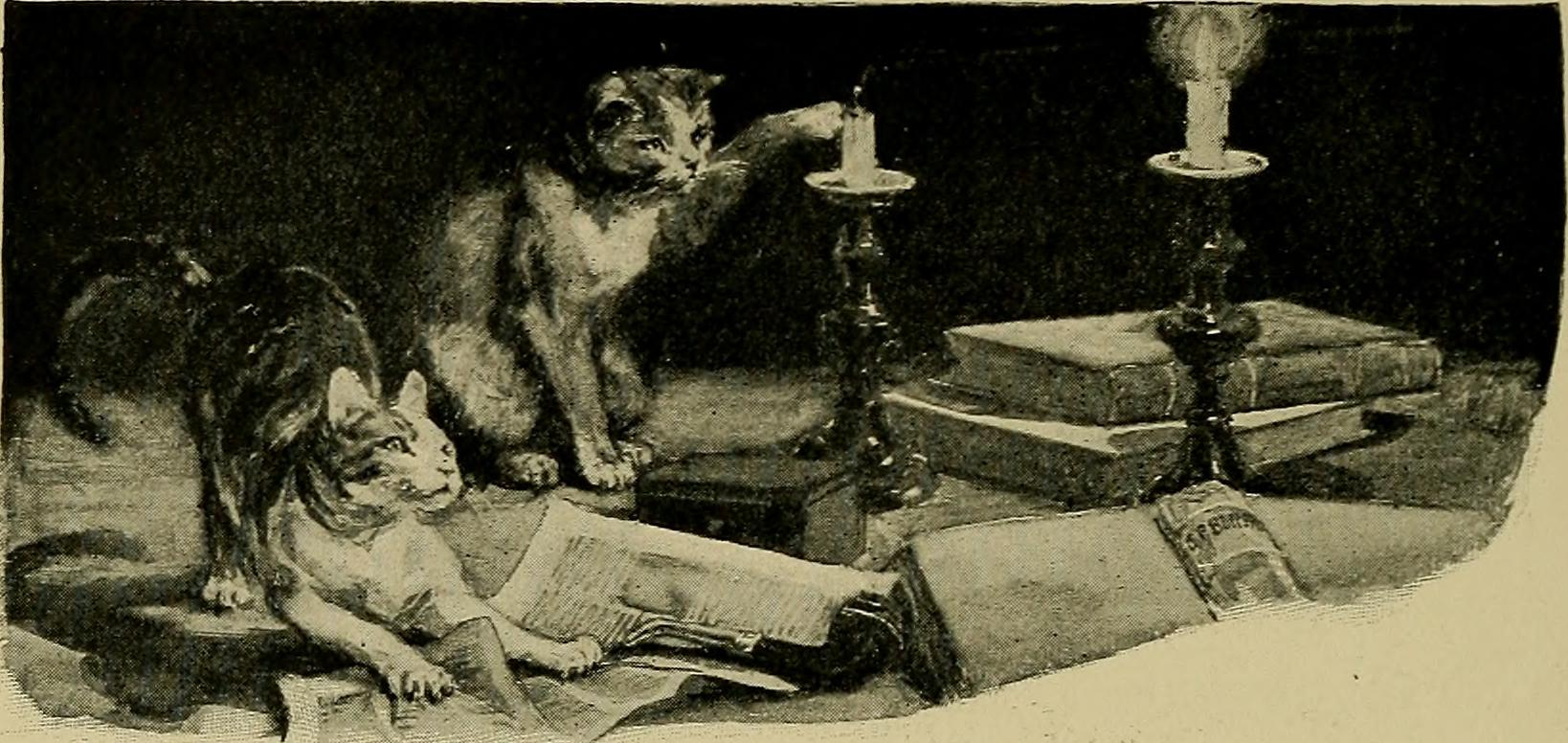
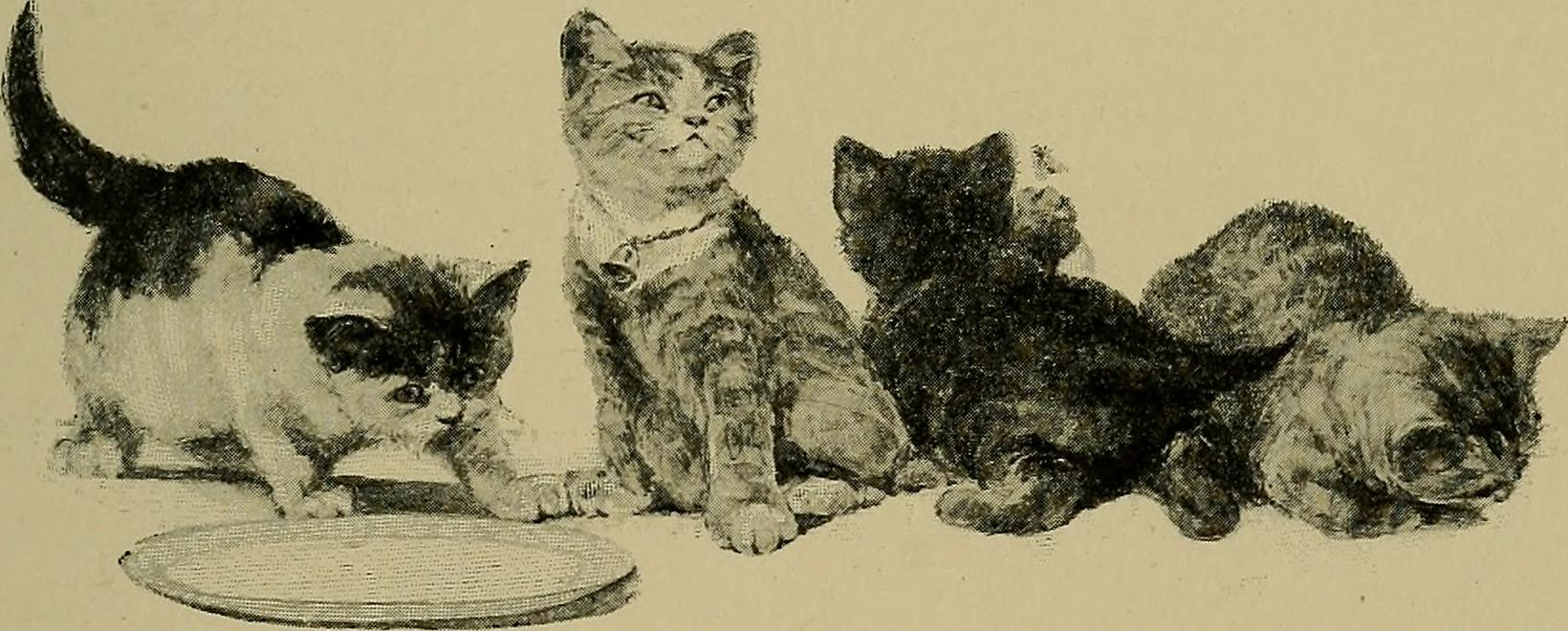
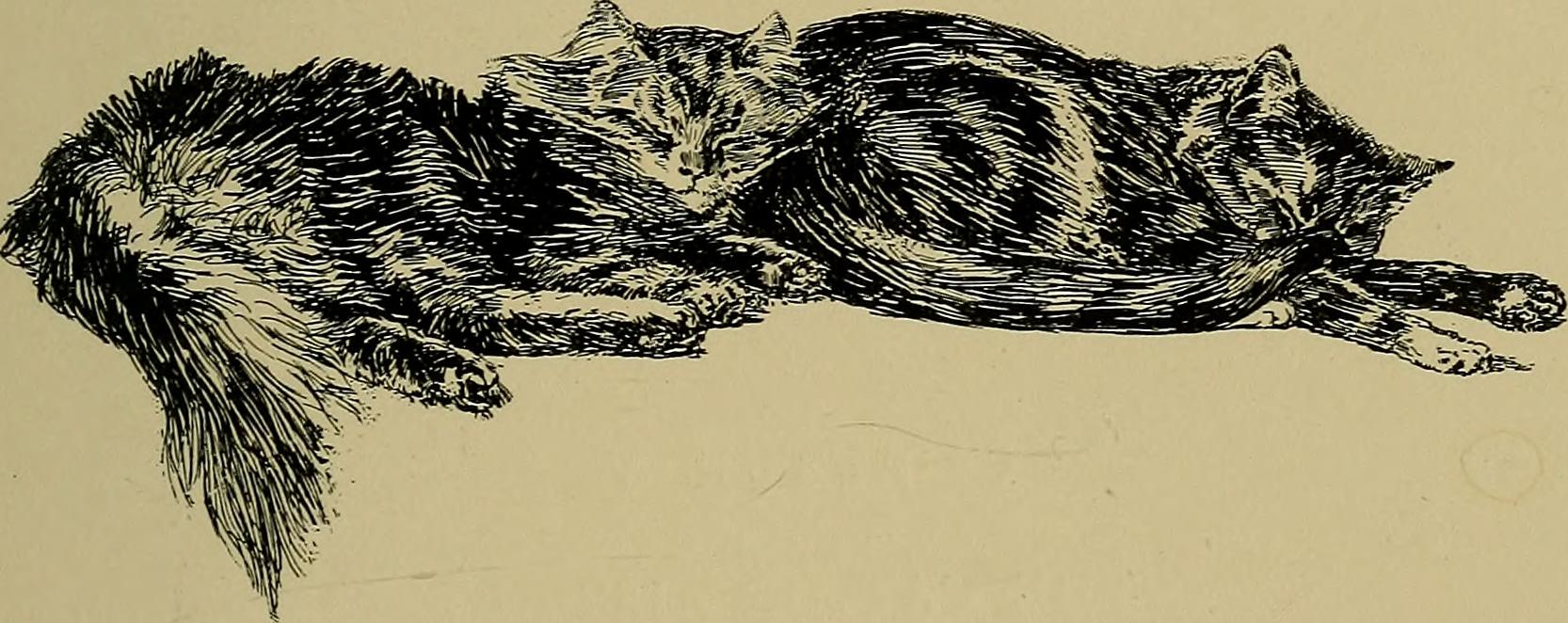